# ديفينسور ليما
نادي أتلتيكو ديفينسور ليما (بالإسبانية: Club Atlético Defensor Lima) هو نادي كرة قدم بيروفي يقع في منطقة برينا، ليما . تأسس النادي في 31 يوليو 1931.  يلعب النادي في دوري منطقة ليما، وهو الدرجة السابعة من الدوري البيروفي.

## تاريخ
شارك النادي في بطولة كوبا ليبرتادوريس عام 1974 ، لكنه خرج على يد ميلوناريوس وساو باولو في الدور نصف النهائي.